# Đỗ Trung Quân
Đỗ Trung Quân (sinh 19 tháng 1 năm 1955) là một nhà thơ Việt Nam. Nhiều bài thơ của ông được phổ nhạc và được nhiều người yêu thích như Quê hương, Phượng hồng... Ông còn được biết đến với nhiều nghề "tay trái" khác như MC cho những chương trình ca nhạc của bạn bè ông hay làm diễn viên cho một số phim truyền hình.

## Cuộc đời và sự nghiệp
Ông sinh tại Sài Gòn. Đỗ Trung Quân vừa là bút danh vừa là tên thật của ông. Theo bài phỏng vấn trên báo Vietnam News giữa năm 2005 thì trong khai sinh của ông không có tên cha. Ông được mẹ là bà Đỗ Thị Hảo nuôi lớn đến năm 15 tuổi thì mẹ mất. Ông tiếp tục mưu sinh và sau khi tốt nghiệp Tú tài, ông vào học tại Viện Đại học Vạn Hạnh.
Năm 1979, ông tham gia phong trào Thanh niên xung phong và bắt đầu sáng tác. Một số bài thơ do ông sáng tác trở thành nổi tiếng như Hương tràm (1978).
Một số bài thơ phổ nhạc được nhiều người biết đến như:
- Hương tràm (1978), Vũ Hoàng phổ nhạc
- Bài học đầu cho con (1986), Giáp Văn Thạch phổ nhạc thành bài "Quê hương" và Anh Bằng phổ thành bài hát "Quê hương bài học đầu cho con"
- Tạ lỗi Trường Sơn (1982)
- Chút tình đầu (1984), Vũ Hoàng phổ nhạc thành bài Phượng hồng (1988)
- Khúc mưa, Phú Quang phổ nhạc
- Những bông hoa trên tuyến lửa, Nguyễn Cửu Dũng phổ nhạc

## Tác phẩm
Thơ
- Chút tình đầu
- Khúc mưa
- Hương tràm
- Quê hương
- Những bông hoa trên tuyến lửa
- Bài học đầu cho con
- Hoa và đất
- Tạ lỗi Trường Sơn (1982)
- Mẹ
- Ngụ ngôn mỗi ngày

Tập thơ
- Cỏ hoa cần gặp (1991)
- Chân mây cuối trời (in chung cùng Hoàng Ngọc Biên, 2003)

Văn xuôi
- Tạp bút Đỗ (2005)